# Dzieciątko Jezus z Jodłowej
Dzieciątko Jezus z Jodłowej, Dzieciątko Jezus (Polskie) – figura przedstawiająca Dzieciątko Jezus, znajdująca się w Polsce, w sanktuarium Dzieciątka Jezus, w Jodłowej (województwo podkarpackie).
Figura umieszczona jest w ołtarzu głównym kościoła, jest to kopia Praskiego Dzieciątka Jezus.

## Historia
Figurka Dzieciątka Jezus znalazła się w Jodłowej przez starania miejscowego proboszcza, księdza, Ignacego Ziębę, który wiosną 1899 roku zobaczył u swojego seminaryjnego kolegi, ks. Józefa Wiejowskiego (późniejszego kanclerza kurii przemyskiej) małą kapliczkę z figurką Dzieciątka Jezus. Od tego czasu czynił usilne starania o pozyskanie podobnej figury Jezusa. Starania przyniosły rezultat, otrzymał ją (dzięki rekomendacji ks. Wiejowskiego) od sióstr karmelitek bosych z Przemyśla. Po przybyciu figurki od razu pojawił się kult do Dzieciątka Jezus, dlatego 15 lipca 1900 roku proboszcz Zięba sprowadził nową, większą figurę Dzieciątka do jodłowskiego kościoła, która została umieszczona w bocznym ołtarzu Najświętszego Serca Pana Jezusa. Podczas wizytacji kanonicznej 3 lipca 1908 roku biskup pomocniczy przemyski, Karol Józef Fischer ukoronował figurę złotą koroną, wysadzaną 14 rubinami, 5 szmaragdami, 5 szafirami i brylantem w krzyżu. 
W 1904 roku została założona księga łask Dzieciątka Jezus w Jodłowej. W latach 1904–1916 w księdze odnotowano 72 wpisy o doznanych łaskach. Pierwszy wpis mówi o cudownym wytryśnięciu źródła, drugi zaś o uzdrowieniu z epilepsji. W latach okupacji hitlerowskiej nie odnotowano żadnych wpisów w księdze, choć kult do Dzieciątka Jezus przetrwał. 
Duże ożywienie kultu Dzieciątka Jodłowskiego nastąpiło po 1956 roku dzięki staraniom ks. Jana Mleczki (proboszcza parafii Jodłowa). Od tego czasu w kościele zaczęto odprawiać specjalne nabożeństwo zwane Drogą Betlejemską. W 1959 ten sam ks. zamówił do kościoła chorągiew procesyjną z Boskim Dzieciątkiem, a w 1963 zaczął kontynuować zapisy w księdze łask.
Ze względu na to, że figura zajmowała dużo miejsca podczas Pasterki w czasie Bożego Narodzenia, w 1971 została przeniesiona do głównego ołtarza, w obecności ówczesnego bpa tarnowskiego, Jerzego Ablewicza. 
W 1997 roku rozpoczęto budowę nowego kościoła – sanktuarium Dzieciątka Jezus, która została uwieńczona konsekracją 13 lipca 2008 roku, której dokonał boskup tarnowski, Wiktor Skworc. Tego dnia figura Dzieciątka Jezus została w procesji przeniesiona do nowego kościoła i umieszczona w ołtarzu głównym.
Figura Jezusa jest codziennie odsłaniana i zasłaniana miedziorytem anioła ze słowami z Ewangelii św. Łukasza: „Zwiastuję Wam radość wielką”.

## Opis
Figura Dzieciątka Jezus ma 45,25 cm wysokości, z podstawą 50 cm. Jest z gipsu i wosku. Dzieciątko Jezus ukazane jest jako 3-letnie dziecko w postawie stojącej. Ma łagodną twarz, w lewej ręce trzyma jabłko królewskie, kulę ziemską, zwieńczoną krzyżem, jak znak władzy doczesnej. W prawej ręce ma wyciągnięte dwa palce, którymi błogosławi. Postać przybrana jest w tunikę z wysokim kołnierzem wokół szyi, ma też płaszcz. Ubiór Dzieciątka zmienia się stosownie do okresu roku liturgicznego. Na głowie ma koronę.

## Kult Dzieciątka Jezus
Od początku przybycia figury do Jodłowej istniał kult do Dzieciątka Jezus. W 2008 roku podczas Pasterki kościół w Jodłowej został ogłoszony dekretem biskupa tarnowskiego, Wiktora Skworca jedynym w Polsce sanktuarium Dzieciątka Jezus. W każdy czwartek odbywa się nowenna do Dzieciątka Jezus, a w każdy 25. dzień miesiąca comiesięczne nabożeństwo do Dzieciątka Jezus (Dzień Bractwa Dzieciątka Jezus). Od Pasterki, 25 grudnia do 1 stycznia co roku obchodzony jest Wielki Odpust ku czci Dzieciątka Jezus. Po 1956 roku w parafii celebrowane jest nabożeństwo Drogi Betlejemskiej. Co roku odbywa się indywidualne błogosławieństwo kopią figurki Dzieciątka Jezus; w Światowy Dzień Chorego oraz w odpustowy dzień dzieci, w ramach wielkiego odpustu.
Do sanktuarium przybywają pielgrzymi z całej Polski i z zagranicy. Od 1961 kult Dzieciątka Jezus z Jodłowej był szerzony w wielu miejscach w kraju i poza nim. Wykonano liczne kopie figurki i umieszczono je w wielu miejscowościach Polski i na świecie. Miejsce to jest nazywane Polskim Betlejem (Podkarpackim Betlejem). 

### Droga Betlejemska
Od około 1956 r. w sanktuarium jodłowskim odprawiane jest specjalne nabożeństwo do Dzieciątka Jezus zwane Drogą Betlejemską. Betlejemskie nabożeństwo odbywa się 9 dni przed Bożym Narodzeniem, w czasie wielkiego odpustu oraz każdego 25. dnia miesiąca. Nabożeństwo to rozważa 12 tajemnic - zdarzeń z życia Dzieciątka Jezus:
- zwiastowanie,
- nawiedzenie,
- oczekiwanie,
- narodzenie,
- nadanie imienia Jezus,
- pokłon Trzech Mędrców,
- ofiarowanie,
- ucieczkę do Egiptu,
- pobyt w Egipcie,
- powrót,
- życie w Nazarecie,
- nauczanie w świątyni.